# Fnöskträsket
Fnöskträsket är en sjö i Malå kommun i Lappland och ingår i Skellefteälvens huvudavrinningsområde. Sjön har en area på 0,874 kvadratkilometer och ligger 330,9 meter över havet.

## Delavrinningsområde
Fnöskträsket ingår i det delavrinningsområde (724017-162543) som SMHI kallar för Mynnar i Malåns vattendragsyta. Medelhöjden är 351 meter över havet och ytan är 12,62 kvadratkilometer. Det finns inga avrinningsområden uppströms utan avrinningsområdet är högsta punkten. Vattendraget som avvattnar avrinningsområdet har biflödesordning 3, vilket innebär att vattnet flödar genom totalt 3 vattendrag innan det når havet efter 160 kilometer. Avrinningsområdet består mestadels av skog (65 procent) och sankmarker (25 procent). Avrinningsområdet har 0,87 kvadratkilometer vattenytor vilket ger det en sjöprocent på 6,9 procent.